# هانا بیکر
هانا بیکر (به انگلیسی: Hannah Baker) یک شخصیت خیالی داستانی است که توسط نویسنده آمریکایی جی اشر خلق شده‌است. اولین حضور این شخصیت در رمان سیزده دلیل برای اینکه نوشته جی اشر بود که در سال ۲۰۰۷ منتشر شد. در اقتباس سریالی این رمان که در سال ۲۰۱۷ توسط نت‌فلیکس ساخته شد، بازیگر استرالیایی، کاترین لانگفورد نقش این شخصیت را ایفا کرد. فصل اول این سریال در تاریخ ۳۱ مارس ۲۰۱۷ در دسترس قرار گرفت. کاترین لانگفورد در فصل دوم سریال نیز که در سال ۲۰۱۸ پخش شد دوباره نقش هانا بیکر را ایفا کرد. با وجود اینکه بازی کاترین لانگفورد در هردو فصل سریال با استقبال مواجه شد اما در تاریخ ۲۵ مه ۲۰۱۸ و زمانی که تنها یک هفته از پخش فصل دوم گذشته بود، لانگفورد در طی مصاحبه‌ای اعلام کرد که دیگر در فصل سوم در نقش هانا بیکر ظاهر نخواهد شد. لانگفورد اعلام کرد که کارش با این شخصیت تمام شده و می‌خواهد به دنبال تجربه‌ای جدید بگردد.
در داستان، هانا بیکر به عنوان یکی دانش‌آموز سال دومی که در دبیرستان لیبرتی تحصیل می‌کند به خواننده معرفی می‌شود. هانا دختری با روحیات عجیب است که درگیر مشکلات بسیار زیادی در دبیرستان و زندگی خود می‌شود که همین ماجراها خط اصلی رمان را تشکیل می‌دهند. او در دبیرستان با پسر درونگرایی به اسم کلی جنسن ارتباط برقرار می‌کنند. این دو همچنین در سالن سینما هم با یکدیگر همکار هستند. کلی با اینکه عاشق هانا است اما هرگز به‌طور مستقیم چیزی به او در این مورد نمی‌گوید و هانا که مشکلات ریز و درشت بسیاری را تحمل کرده راهی جز خودکشی برای پایان دادن به غم‌هایش پیدا نمی‌کند. داستان رمان و سریال هردو از طریق نوارهایی که هانا پیش از مرگ دلخراش خود ضبط کرده روایت می‌شود. نوارهایی که هانا داستان زندگی خود را در آن‌ها تعریف کرده تا دیگران از انگیزه او برای خودکشی آگاه شوند.
سریالی اقتباسی نتفلیکس که به عنوان یکی از بهترین ساخته‌های این شرکت از آن یاد می‌شود، با حواشی بسیار زیادی همراه بود.منتقدان و مردم و البته روانشناسان اجتماعی در دو جبهه مخالف و موافق قرار گرفتند. بسیاری از محققان اجتماعی معتقدند سریال تصویر درستی از تصمیم شخصیت هانا برای خودکشی نشان نمی‌دهد و به جای آنکه نوجوانان را از این کار منصرف کند، آن‌ها را تحریک به خودکشی می‌کند. اما منتقدان و بسیاری از تماشاگران نیز شجاعت سازندگان سریال را برای پرداختن به چنین موضوعاتی ستودند و گفتند که سریال از ارزش هنری بالایی برخوردار است.
بازی کاترین لانگفورد در نقش هانا بیکر مورد استقبال عموم قرار گرفت و برای او شهرت بسیاری زیادی به همراه داشت. کاترین برای بازی در این نقش، نامزد بهترین بازیگر نقش اول سریال درام جایزه گلدن گلوب شد و این افتخار را بیست و دومین دوره جایزه ستلایت نیز تکرار کرد.

## زندگی‌نامه
هانا تنها فرزند اندی و اولیویا بیکر است. خانواده بیکر که تازه به شهر نقل مکان کرده‌اند صاحب یک داروخانه هستند و از این طریق نیز درآمد کسب می‌کنند. هانا در دبیرستان لیبرتی مشغول درس خواندن است و هم‌زمان به عنوان پیشخدمت در یک سالن سینما همراه با پسری به نام کلی جنسن کار می‌کند. طبق توصیف نویسنده، هانا دختر عجیب و غریبی است که با دیگر هم سن و سالان خود تفاوت دارد. او اهل مطالعه و تفکر است و احترام زیادی برای افرادی که در زندگیش هستند قائل است. سادگی دیگر ویژگی شخصیت هانا است. هانا خیلی زود مجذوب دیگران می‌شود و سعی می‌کند با همه مهربان باشد اما این ویژگی به مرور زمان و با توجه به اتفاقات تلخ بسیار زیادی که برایش رخ می‌دهد از بین می‌رود.
در ابتدای داستان، متوجه می‌شویم که هانا بر اثر خودکشی (در کتاب با خوردن قرص و در سریال با زدن رگ دستانش) مرده‌است. مرگ او موجب به وجود آمدن جو نامناسبی در دبیرستان لیبرتی شده و و اکثر بچه‌ها را درگیر خود می‌کنند. دوستان هانا بر روی کمد او گل و یادگاری آویزان می‌کنند و یادش را گرامی می‌دارند. در این میان اما دربارهٔ دلایل خودکشی «هانا» نظرات مختلفی مطرح می‌شود اما هیچ‌کس از انگیزه او برای این کار آگاه نمی‌شود. در این میان، کلی جنسن که یک روز در حال بازگشت به خانه است با بسته عجیبی رو به رو می‌شود. او بسته را باز می‌کند و متوجه می‌شود سیزده نوار کاست در آن وجود دارد. کلی یکی از نوارها امتحان می‌کند و در کمال تعجب با صدای ضبط شده هانا مواجه می‌شود. هانا می‌گوید که قصد دارد در این سیزده نوار داستان زندگی خود و به خصوص دلایلش را برای خودکشی شرح دهد و «کلی» باید همه نوارها را تا آخر گوش بدهد. کلی که بسیار گیج شده شروع به گوش دادن نوارها می‌کند و به مرور متوجه واقعیت‌های تلخ زندگی هانا می‌شود.
سیزده دلیلی که هانا بخاطر آن‌ها خودکشی کرده هر کدام مربوط به یکی از بچه‌های دبیرستان لیبرتی هستند. نوارها با جاستین فولی شروع می‌شود. پسری که اولین دوست پسر هانا محسوب می‌شود اما رابطه این دو خیلی زود بر اثر اشتباهی که جاستین مرتکب می‌شود به هم می‌خورد. سپس نوبت به کسانی همچون جسیکا دیویس، الکس استندال، تایلر داون، کورتنی کریمسن، مارکوس کول، زک دمپسی، رایان شیور، شری هالند، کلی جنسن، برایس واکر و در نهایت به کوین پورتر مشاور مدرسه می‌رسد. در این میان سهم برایس واکر نسبت به بقیه بسیار بیشتر است زیرا کاری که او با هانا می‌کند ضربه آخر را به وی وارد و او را برای خودکشی مصمم می‌کند.
گرچه یکی از سیزده نوار به کلی جنسن ارتباط دارد اما در همان نوار هانا اعلام می‌کند که کلی را دوست دارد و او مقصر مرگ او نیست و فقط برای اینکه کلی بداند چرا هانا چنین تصمیمی گرفته او را به این ماجرا کشانده‌است.

## پیدایش

### در کتاب

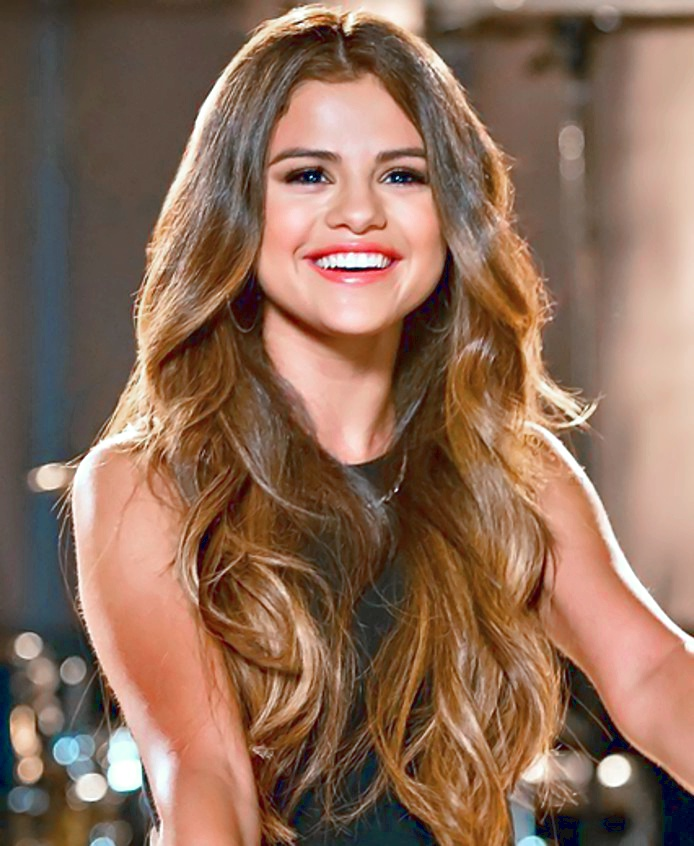
ابتدا قرار بود سلنا گومز در نقش هانا بیکر بازی کند اما پروژه به سرانجام نرسید و کاترین لانگفورد جایگزین او شد.

جی اشر رمان سیزده دلیل برای اینکه را با الهام از اتفاقاتی را که برای یکی از نزدیکانش افتاده بود نوشت و البته از بسیاری از حوادث و تجربه‌هایی که در دوران دبیرستان پشت سر گذاشته بود نیز استفاده کرد. او مدت زیادی را صرف تحقیق و مصاحبه با دختران نوجوان و دبیرستانی کرد و از آن‌ها خواست تا بدترین تجربه‌هایی را که پشت سر گذاشته‌اند را برای او بازگو کنند. زمانی که رمان منتشر شد خیلی از منتقدین و خوانندگان این انتقاد را نسبت به رمان داشتند که شخصیت هانا به عنوان یک دختر بسیار ضعیف و ناتوان شخصیت پردازی شده‌است؛ به‌طوری که حتی نمی‌تواند در برابر تجاوز از خودش دفاع کند. برای همین هم بود که سازندگان سریال در اقتباس خود شخصیت هانا را کمی قوی و مقتدرتر نسبت به رمان به تصویر کشیده‌اند.
یکی از نویسندگان روزنامه بریتانیایی گاردین به نام کاترین هیوز در مطلبی که دربارهٔ کتاب نوشته بود، اشاره کرد که شخصیت هانا بیکر به عنوان یک دختر بسیار حساس معرفی می‌شود، اما این حساسیت درست در جایی که باید استفاده شود کارایی خود را از دست می‌دهد. در واقع شخصیت هانا بیشتر از اینکه دختر با احساسی باشد که روح و جسمش آسیب دیده شبیه به دخترهای ضعیف و لوس شخصیت پردازی شده‌است.

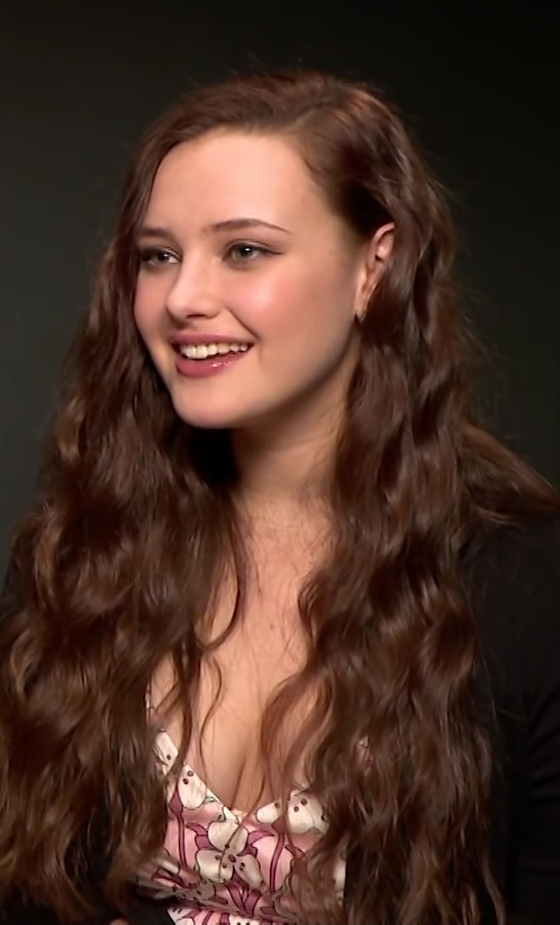
منتقدان بازی کاترین لانگفورد در نقش هانا بیکر را ستودند. لانگفورد برای بازی در این نقش، نامزد دریافت جایزه گلدن گلوب بهترین بازیگر نقش اول زن در سریال درام شد.

البته بعضی از منتقدین نیز نظری مخالف کاترین هیوز داشته و شخصیت پردازی هانا را بسیار درست و واقعی توصیف کردند. کوئین کنی منتقد نویسنده مجله پاپ شوگر دربارهٔ رمان و شخصیت هانا نوشته‌است: «ویژگی اصلی هانا بیکر این است که این دختر درست مثل من و شماست. مثل همه کسانی است که در نزدیک ما زندگی می‌کنند و ما هر روزه با آن‌ها برخورد می‌کنیم. او باهوش است، برای آینده تلاش می‌کند، پدر و مادر خوبی دارد که به آن‌ها عشق می‌ورزد اما اینها کافی نیست. مثل هر دختری هانا می‌خواهد کسی را داشته باشد که او را صادقانه دوست بدارد. او مشکلات زیادی دارد و سعی می‌کند آن‌ها را پشت سر بگذارد اما فقط وقتی تسلیم می‌شود که ایمان میاورد در این دنیا تنهاست. او فقط می‌خواهد که دوست داشته شود.» مائورین رایان در ورایتی شجاعت اشر در پرداختن به سوی تاریک زندگی نوجوانان را ستود و نوشت: «سختی‌های زندگی بخش جدایی و انکار ناپذیر آن هستند. همه ما در زندگی دوره‌های سختی پشت سر گذاشته‌ایم اما چیزی که شخصیت هانا بیکر را این چنین خاص و کتاب را این چنین بی رحم کرده این است که زندگی روی زشت خود به هانا را پیش از رسیدن به جوانی نشان می‌دهد. حتی تصور اینکه یک نوجوان دبیرستانی با چنین سختی‌هایی مواجه شود هم دردناک است.» سارا هیوز،منتقد دیلی تلگراف و اندی سوئیفی،منتقد تی وی لاین نیز در نوشته‌های خود دربارهٔ شخصیت هانا، او را جذاب و حساس توصیف کردند و اشاره کردند او نماد بسیاری از نوجوانان و جوانانی است که در دوران ما زندگی می‌کنند.
در بسیاری از بخش‌های داستان اشاره می‌شود که شخصیت هانا در واقع در حال مبارزه با دبیرستان است که نماد واضحی از نوجوانان آمریکاست و وضعیت بدی که در آن قرار دارند. در داستان بارها هم به صورت واضح و هم به کنایه اشاره می‌شود که بسیاری از نوجوان از جمله هانا در سلامت و آرامش روانی کامل به سر نمی‌برند و مشکلات ریز و درشتی که مدرسه و جامعه به آن‌ها تحمیل می‌کند سبب می‌شود تا آن‌ها زیر این فشارها خم شوند. نویسنده در بخشی از داستان و از زبان هانا بیان می‌کند که زخم‌هایی که دبیرستان به روح انسان وارد می‌کند به مراتب عمیق‌تر از زخم‌های جسم هستند.
در بخش‌های پایانی داستان، که هانا نزد مشاور دبیرستان یعنی آقای پورتر می‌رود تا با او دربارهٔ مشکلاتش صحبت کند، جی اشر از عبارت‌هایی همچون «افسرده» و «پریشان» برای توصیف حال او استفاده می‌کند که نشان می‌دهد وضعیت هانا تا چه حد وخیم است.
خیلی از نویسندگان و منتقدین و حتی خوانندگان، رمان سیزده دلیل برای اینکه را به خاطر نوع روایت عجیب و متفاوتش تحسین کردند و البته بسیاری نیز با این شیوه داستان‌گویی مشکل داشته و آن را پیچیده عنوان کردند. شخصیت هانا بیکر به صورت تکنیکی هیچ حضور فیزیکی در داستان ندارد. ما به عنوان خواننده فقط صدای او را از نوارها همچون یک راوی می‌شنویم. البته در بخش‌هایی از کتاب هانا در تصورات کلی یا فلش بک‌ها ظاهر می‌شود.جی اشر در طی مصاحبه‌ای که با انترتینمنت ویکلی انجام داد، توضیحات جالبی در این مورد بیان کرد: «هنگامی که می‌خواستم شروع به نوشتن داستان کنم، مهمترین چالش و سؤالی که پیش رویم قرار داشت این بود که بالاخره راوی واقعی داستان کیست؟ درست است که کل کتاب دربارهٔ زندگی هانا است اما باید به این نکته توجه کرد که او مرده‌است و در واقع این کلی است داستان را پیش می‌برد. من تصمیم گرفتم یک روایت دوگانه خلق کنم. داستانی که کلی و هانا هردو راوی آن باشند. در واقع شخصیت کلی جنسن حکم چشم و گوش خواننده را دارد. کلی کسی است که خواننده به کمک وارد داستان می‌شود. در واقع کلی پل ارتباطی خواننده با دنیای کتاب و شخصیت هانا بود.»

### در سریال
در اقتباس سریالی نتفلیکس از کتاب، کاترین لانگفورد نقش هانا بیکر را بازی کرده‌است. لانگفورد ابتدا برای نقش جسیکا دیویس تست داد اما توماس مک‌کارتی که تهیه‌کنندگی و کارگردانی سریال را بر عهده دارد، بعد از دیدن بازی او گروه را راضی کرد که کاترین بهترین انتخاب ممکن برای نقش هانا است. کاترین لانگفورد در تست‌های اولیه همکاری بسیار خوبی با دیلان مینت بازیگر نقش کلی جنسن داشت و برای همین سازندگان مطمئن شدند که آن‌ها بهترین زوجی هستند که می‌شود برای نقش‌های اصلی پیدا کرد.
پیش از اینکه بحث ساخت سریال از روی رمان مطرح شود و در سال ۲۰۱۱،یونیورسال استودیوز قصد داشت تا بر اساس کتاب، فیلمی اقتباسی بسازد و نقش هانا بیکر را نیز به خواننده معروف، سلنا گومز بسپارد اما پروژه به سرانجام نرسید. اکتبر ۲۰۱۵ نت‌فلیکس حق فروش کتاب را خرید و تصمیم گرفت تا بر اساس آن یک سریال بسازد زیرا مدیران نتفلیکس فکر می‌کردند داستان کتاب کشش لازم برای ساخت یک سریال را دارد. ابتدا قرار شد باز هم گومز نقش هانا بیکر را بازی کند اما گومز دیگر تمایلی به انجام این کار نداشت و تنها قبول کرد به عنوان تهیه‌کننده اجرایی با پروژه همکاری کند. گومز همچنین قطعاتی نیز برای سریال خواند که با استقبال بالایی همراه بود.

## پذیرش
اگرچه روانشناسان و محققان اجتماعی واکنش‌های متفاوت و ضد نقیضی نسبت به شخصیت هانا بیکر از خود نشان دادند اما با این حال این کاراکتر در میان تماشاگران و منتقدان بسیار محبوب شد. کاترین لانگفورد بخاطر بازی در این نقش تحسین شد و البته به شهرت زیادی نیز رسید. خوانندگان کتاب معتقد هستند که لانگفورد به خوبی توانسته شخصیت هانا را درک و عواطف و احساسات او را بازسازی کند. جسی شیدن در آی‌جی‌ان به تحسین بازی کاترین لانگفورد پرداخت و در این باره نوشت: «لانگفورد در نقش اصلی سریال درخشیده و به خوبی موفق شده غم و اندوه و دیگر احساسات پیچیده هانا را برای ما زنده کند.» دنیل فینبرگ از هالیوود ریپورتر نظر مشابهی دارد. او در بخشی از نقد خود نوشته: «لانگفورد در نقش هانا بیگر تابناک است. او با حضورش انرژی پویا به داستان تزریق می‌کند و مهم‌تر از همه کاری می‌کند که بیننده به خوبی با کاراکترش همذات پنداری کرده و سرنوشتش برای مخاطب مهم شود.» میتو گیلبرت در بوستون گلوب شیمی رابطه‌ای که بین کلی و هانا در سریال وجود دارد را مورد ستایش قرار داد و آن را این‌گونه توصیف کرد: «تماشای صحنه‌های دو نفره کلی و هانا لذت خالص است.»